# فواز الحكير
فواز عبدالعزيزالحكير (مواليد 1965/66) هو مطور عقاري وملياردير سعودي.
في عام 1989، أسس مجموعة فواز عبد العزيز الحكير مع شقيقيه، وبدأ بمتجرين فقط للملابس الرجالية. تمتلك الشركة الآن 19 مركزًا تجاريًا في المملكة العربية السعودية، وحقوق امتياز المحلي للعلامات التجارية بما في ذلك زارا وبانانا ريبابلك وقاب وناين وست وتوب شوب.
الحكير يعيش في الرياض، المملكة العربية السعودية. في عام 2015، اشترى الحكير أكبر شقة في 432 بارك افينو ، نيويورك ، على مساحة 8255 قدم مربع (766.9 متر مربع)، وتتضمن 6 غرف نوم و7 حمامات مع مكتبة، مقابل 95 مليون دولار.